# إيرين وير (سياسي)
إيرين وير هو اقتصادي وسياسي كندي، ولد في 1982 في ساسكاتون في كندا. نشط حزبياً في Co-operative Commonwealth Federation ‏. وقد انتخب عضو مجلس العموم الكندي عن دائرة Regina—Lewvan ‏ وقد انضم خلال فترته النيابية ‏  للكتلة البرلمانية Co-operative Commonwealth Federation ‏.

## وصلات خارجية
- الموقع الرسمي